# قطعنامه ۱۷۴۸ شورای امنیت
قطعنامه  ۱۷۴۸ شورای امنیت سازمان ملل متحد که در تاریخ ۲۷ مارس ۲۰۰۷ تصویب شد، سندی بین‌المللی دربارهٔ بررسی وضعیت خاورمیانه است. این قطعنامه طی نشست ۵۶۴۸ام با ۱۵ رای موافق، ۰ مخالف و ۰ ممتنع تصویب شد.